# 4824 Stradonice
4824 Stradonice è un asteroide della fascia principale. Scoperto nel 1986, presenta un'orbita caratterizzata da un semiasse maggiore pari a 2,2887368 UA e da un'eccentricità di 0,0570813, inclinata di 6,47176° rispetto all'eclittica.